# Antonio Ruiz de Elvira Prieto
Antonio Ruiz de Elvira Prieto (Zamora, 15 de noviembre de 1923 – Madrid, 22 de mayo de 2008) fue un helenista, latinista y mitólogo español. 

## Biografía
Era hijo de un ayudante forestal por oposición y natural de Manzanares, hombre muy instruido y aficionado a la naturaleza y la literatura española clásica y universal. Su madre era una profesora de piano, de quien heredó su afición a la música, que el padre compartía, y en particular a la zarzuela. Sus primeros años los pasó en Zamora y en 1928 su familia se trasladó a Murcia; allí pasó el resto de su infancia y adolescencia hasta 1941.
Su padre, izquierdista moderado, fue depurado políticamente tras la guerra y enviado a Teruel dos años y luego a Segovia otros cuatro, y a esos lugares se trasladó la familia; en 1941 Antonio empezó la carrera de Medicina en Madrid, pero la abandonó a los tres meses; entonces intentó ser piloto militar, pero el examen físico le desterró por falta de agudeza ocular y empezó Filosofía y Letras en Zaragoza en 1944 tras pasar los años anteriores preparando la oposición al cuerpo de Ayudantes Administrativos de Estadística, de la que obtuvo plaza en Castellón de la Plana. 
En 1946 se trasladó a Madrid para iniciar los tres años de Filología Clásica y allí fue discípulo de José Vallejo, con quien realizó su tesis doctoral, su ayudante (1948-1949), encargado de curso (1950-1950) y por último profesor adjunto por oposición entre 1951 y 1958. En 1955 publicó su primer libro, Humanismo y sobrehumanismo, dedicado a este maestro. En 1959 era ya catedrático de Filología Latina en la Universidad de Murcia, donde fundó su Departamento de Filología Clásica; tradujo el Menón de Platón (1958) y fue obra suya una edición bilingüe de Las metamorfosis de Ovidio (Murcia, 1959-1962; el primer tomo salió en 1964; el segundo, en 1969 y el tercero en 1983). En Murcia enseñó latín y griego ocho años.
En 1966 se trasladó a la Universidad Complutense de Madrid, donde impartió clases hasta 1989. 
En 1971 fundó la revista Cuadernos de Filología Clásica, que dirigió hasta 1989; asimismo dirigió durante 16 años el Departamento de Filología Latina (1973-1989) y fue decano de Filología. En 1975 apareció su famosa Mitología clásica (Madrid, Gredos), una obra fundamental en el estudio de esta disciplina, obra en la que estuvo trabajando quince años y que amplió en una segunda edición. Lo que contiene hace superfluo consultar el Ausführliches Lexikon der griechischen und römischen Mythologie de Roscher, la Realencyclopädie der classischen Altertumswissenschaft de Pauly y Wissowsa o la Griechische Mythologie de Ludwig Preller y Carl Robert, todo lo cual fue muchas veces corregido y ampliado por Ruiz de Elvira. 
En cuestiones de crítica textual se mostró un filólogo muy conservador, que detestaba la emendatio ope ingenii y privilegiaba la lectura de los manuscritos. Entre sus ediciones bilingües y traducciones figuran las Elegías de Propercio (Madrid: Cátedra, 2001) y Hero y Leandro del bizantino Museo, por lo que merece un destacado puesto entre los mejores latinistas y traductores españoles.
Formó a varios discípulos: Juan Gil Fernández, María Emilia Martínez Fresneda, María Cruz García Fuentes, Francisco Calero, Rosa María Iglesias Montiel, María Dolores Gallardo, María Dolores Lozano, María Consuelo Álvarez Morán, su propia hija María Rosa Ruiz de Elvira Serra y su yerno Emilio Crespo Güemes, Rosa María Agudo Cubas, Vicente Cristóbal López, Ernesto Trilla Millás, Almudena Zapata Ferrer, Emilio del Río Sanz, Ángel Escobar Chico y Amelia de Paz.

## Obras
- Humanismo y Sobrehumanismo, Madrid: Aguilar, 1955
- Silva de Temas Clásicos y Humanísticos, Murcia: Editum: Ediciones de la Universidad de Murcia, 1999
- Estudios Mitógráficos reunidos en homenaje al autor por sus discípulos, Madrid: Servicio de Publicaciones de la Universidad Complutense, 2001.
- Mitología clásica y música occidental, 1997.
- Mitología clásica, Madrid: Gredos, 1975 1ª ed., 1988 2ª, 2011 3ª.
- Propercio, Elegías; edición bilingüe, traducción y notas de Francisca Moya y Antonio Ruiz de Elvira ; introducción de Francisca Moya y Carmen Puche, Madrid: Cátedra, 2001.
- Platón, Menón; estudio crítico, traducción y notas por Antonio Ruiz de Elvira, Madrid: Centro de Estudios Constitucionales, 1986.
- Ovidio, Metamorfosis; texto revisado y traducido por Antonio Ruiz de Elvira, Madrid: CSIC, 1988, 3 vols.